# Stelągi-Kolonia
Stelągi-Kolonia [stɛˈlɔŋɡi kɔˈlɔɲa] est un village polonais de la gmina de Sterdyń dans le powiat de Sokołów et dans la voïvodie de Mazovie, au centre-est de la Pologne.
Il est situé à environ 19 kilomètres au nord de Sokołów Podlaski et à 97 kilomètres au nord-est de Varsovie.

Sa population compte 110 habitants en 2006.